# Бой, Джон
Джон Бой (англ. John Boye; род. 23 апреля 1987, Аккра, Гана) — ганский футболист, защитник. Выступал за сборную Ганы.

## Клубная карьера
Бой занимался футболом в различных африканских академиях, профессиональную карьеру он начал в ганском клубе «Харт оф Лайонз» в 2007 году. Его вскоре заметили скауты французского «Ренна» и взяли защитника на правах аренды в резервную команду клуба. Во французской команде он принял участие почти во всех матчах первенства, после чего руководство клуба приняло решение выкупить трансфер Джона. За основную команду Бой был заявлен в сезоне 2010/2011. 13 февраля 2011 года в матче против «Ниццы» он дебютировал в Лиге 1. 23 февраля в поединке против «Сошо» Джон забил свой первый гол за «Ренн».
Летом 2014 года Бой перешёл в турецкий «Кайсери Эрджиесспор». 31 августа в матче против «Трабзонспора» он дебютировал в турецкой Суперлиге. 27 октября в поединке против «Бешикташа» Джон забил свой первый гол за «Кайсери Эрджиесспор».
Летом 2015 года Бой на правах свободного агента присоединился к «Сивасспору». 30 августа в матче против «Османлыспора» он дебютировал за новый клуб. В этом же поединке Джон забил свой первый гол за «Сивасспор». По итогам сезона клуб вылетел в Первый дивизион Турции, но Бой остался в команде. В 2018 году Бой покинул турецкий «Сивасспор» после истечения срока его контракта в июне.
21 июня 2018 года Бой перешёл во французский «Мец», с которым заключил соглашение на два года. 30 июля в матче против «Бреста» он дебютировал в Лиге 2. 19 апреля 2019 года в поединке против «Газелек» Джон забил свой первый гол за «Мец». По итогам сезона Бой помог клубу выйти в элиту. По окончании сезона 2019/2020 он продлил контракт с клубом на один год.
31 августа 2021 года подписал однолетний контракт с саудовским клубом «Аль-Фейха». 10 декабря в матче против «Аль-Хиляль» он дебютировал в саудовской Про-лиге. 

## Международная карьера
22 июня 2008 года в товарищеском матче против сборной Габона Джон дебютировал за сборную Ганы. В январе 2012 он был включен в заявку сборной на участие в Кубке Африканских Наций. 24 января в матче против сборной Ботсваны Бойе дебютировал на турнире. Также Джон сыграл в поединках против команд Туниса, Замбии, Мали и Гвинеи.
13 января в товарищеском матче против сборной Туниса он забил свой дебютный гол за национальную команду.
В январе 2013 года Джон в составе сборной отправился на свой второй Кубок африканских наций. 28 января в матче группового этапа турнира против сборной Нигера Бой забил гол и помог своей сборной добиться крупной победы. Он также принял участие в матчах против ДР Конго, Кабо-Верде, Буркина-Фасо и дважды Мали.
Летом 2014 года Бой был включен в заявку сборной на участие в чемпионате мира в Бразилии. На турнире он сыграл в матчах против сборных Германии, США и Португалии.
В 2015 году Джон в третий раз принял участие в Кубке Африки в Экваториальной Гвинее. На турнире он сыграл в матчах против сборных ЮАР, Экваториальной Гвинеи, Кот-д’Ивуара и Гвинеи. В поединке против африканцев Бой забил гол и помог команде завоевать серебряные медали.
В 2017 году Бой в пятый раз поехал на Кубок Африки в Габон. На турнире он сыграл в матчах против команд ДР Конго, Камеруна, Уганды, Мали и Египта.
В 2019 году Бой в составе сборной Ганы попал в заявку на участие в Кубке Африки в Египте. На турнире он сыграл в матчах против сборных Бенина, Гвинеи-Биссау и Туниса.

### Голы за сборную Ганы
| #   | Дата           | Место                                              | Противник | Счёт | Результат | Соревнование                     |
| --- | -------------- | -------------------------------------------------- | --------- | ---- | --------- | -------------------------------- |
| 01. | 13 января 2013 | Баба Яра, Кумаси, Гана                             | Тунис     | 1:2  | 4:2       | Товарищеский матч                |
| 02. | 28 января 2013 | Нельсон Мандела Бэй, Порт-Элизабет, ЮАР            | Нигер     | 3:0  | 3:0       | Кубок Африки 2013                |
| 03. | 16 июня 2013   | Стейд Сетсото, Масеру, Лесото                      | Лесото    | 0:1  | 0:2       | Чемпионат мира 2014 квалификация |
| 04. | 27 января 2015 | Эстадио де Монгомо, Монгомо, Экваториальная Гвинея | ЮАР       | 1:1  | 1:2       | Кубок Африки 2015                |
| 05. | 24 марта 2016  | Аккра Сэдиум, Аккра, Гана                          | Мозамбик  | 2:0  | 3:1       | Кубок Африки 2017 квалификация   |
| 06. | 11 июня 2017   | Баба Яра, Кумаси, Гана                             | Эфиопия   | 2:0  | 5:0       | Кубок Африки 2019 квалификация   |

## Достижения

### Клубные

#### «Сивасспор»
- Чемпион Первой лиги Турции: 2016/17

#### «Мец»
- Чемпион Лиги 2: 2018/19